# Andrea Kurth
Andrea Kurth (alemany: Andrea Sredzki)  (Breitenbrunn, 30 de setembre de 1957), de casada Schippan i més tard Sredzki, és una ex-remadora alemanya que va competir sota bandera de la República Democràtica Alemanya durant la dècada de 1970.
El 1976 va prendre part en els Jocs Olímpics de Mont-real, on guanyà la medalla d'or en la competició del quatre amb timoner del programa de rem. Formà equip amb Karin Metze, Bianka Schwede, Gabriele Lohs i Sabine Heß. En el seu palmarès també destaca una medalla d'or al Campionat del món de rem.